# Патріотична коаліція (Хорватія)
Патріоти́чна коалі́ція (хорв. Domoljubna koalicija) — політичний союз у Хорватії, сформований 2015 року навколо Хорватської демократичної співдружності. Партії, що стали членами цього союзу, підписали коаліційну угоду 21 вересня 2015 р. Кольором коаліції обрано синій.
Раніше різновиди цієї коаліції брали участь у спільному списку на виборах до Європейського парламенту в квітні 2013 року і травні 2014 року, здобувши 6 із 12 та 6 з 11 місць відповідно.

## Члени
Коаліція складається з вісьмох партій:
| Логотип | Назва партії                                    | Керівник           | Ідеологія               | Місця у парламенті |
| ------- | ----------------------------------------------- | ------------------ | ----------------------- | ------------------ |
|         | Хорватська демократична співдружність           | Томіслав Карамарко | Християнська демократія | 51 / 151           |
|         | Хорватська селянська партія                     | Бранко Хрг         | Аграризм                | 1                  |
|         | Хорватська партія права доктора Анте Старчевича | Іван Тепеш         | Націонал-консерватизм   | 2                  |
|         | Хорватська соціал-ліберальна партія             | Даринко Косор      | Соціал-лібералізм       | 2                  |
|         | Хорватський ріст                                | Ладислав Ілчич     | Соціальний консерватизм | 1                  |
|         | Блок пенсіонерів «Разом»                        | Мілівой Шпіка      | Права пенсіонерів       | 1                  |
|         | Хорватська демохристиянська партія              | Горан Додіг        | Християнська демократія | 1                  |
|         | Демократична партія Загір'я                     | Станко Беліна      | Регіоналізм             | 0                  |